# Valencia Experience
Valencia Experience va ser una empresa fantasma creada en 2008. El seu objectiu era "crear serveis d'oci per a la projecció internacional de la Ciutat de València" i estava dirigida per Vicente Sáez Merino.
Aquesta empresa va donar-se a conèixer gràcies a un acord de patrocini amb el València CF. L'acord, signat per l'aleshores president Juan Bautista Soler consistia en el fet que els de Mestalla rebrien 6 milions d'euros -el doble del que havien rebut la temporada anterior amb Toyota com a sponsor- a canvi de lluir publicitat de Valencia Experience a la part central de la samarreta durant la temporada 2008/09. L'empresa, que actualment encara no s'ha presentat a la societat, mai no va pagar aquesta publicitat, malgrat que Nike i el València van portar la publicitat en la samarreta durant tota la temporada.